# 周石珍
周石珍（しゅう せきちん、生年不詳 - 太清6年5月18日（552年6月25日））は、南朝梁および侯景政権の官僚。

## 経歴
絹を売る商人の家に生まれた。はじめ建康で下男をつとめた。かれの身長は7尺あり、その受け答えはのんびりとしていた。南朝梁の天監年間に諸官を歴任し、宣伝左右に進んだ。後に制局監に昇任し、開陽県令を兼ねた。直閤将軍の号を受けた。
太清2年（548年）、侯景の乱が起こり、侯景の軍に建康が包囲されると、石珍は朱异・陸験・徐驎らとともに侯景による処刑要求にその名を挙げられた。太清3年（549年）、制局監の任のまま、南豊県侯に封じられた。台城が陥落する前から、石珍は侯景と手紙のやり取りをして意を通じていた。侯景の軍が宮中に侵入したとき、石珍はなおも武帝に近侍していたが、武帝の前で侯景のことを丞相と呼び、武帝の叱責を受けた。石珍は反乱軍に媚びへつらい、求められて反乱軍の党与の田遷を養子とした。太始元年（551年）、侯景が皇帝を称して国号を漢とすると、漢朝の制度や儀仗はみな石珍の案出したものが採用された。石珍は侯景政権のもとで少府卿をつとめた。
太清6年（552年）、湘東王蕭繹の派遣した東征軍が侯景の乱を平定すると、石珍は江陵に送られた。5月乙酉、石珍は江陵の市で斬られた。

## 伝記資料
- 『南史』巻77 列伝第67